# Ageu
Segons la Bíblia, Ageu (en hebreu חַגַּי) va ser un profeta jueu, que va viure al segle vi aC en els anys de la dominació persa, que criticà durament el pessimisme del grup. És un dels dotze profetes menors. Sembla que hauria tornat a Terra Santa amb els repatriats de l'exili del 587 abans de Crist. Durant la dècada del 520 aC va escriure el Llibre d'Ageu, que forma part de l'Antic Testament. La seva activitat profètica coincideix amb el segon any del regnat del rei persa Darios el Gran. El llibre d'Esdres diu que profetitzava pels jueus de Judà i Jerusalem. Ageu fa una crida per la reconstrucció del Temple de Jerusalem, davant la indiferència generalitzada del poble hebreu. En un dels oracles dels que parla el seu llibre elogia Zorobabel, governador de Judà, que juntament amb el summe sacerdot Josuè va iniciar els treballs de reconstrucció del Temple. Fa una crida també a la regulació dels elements sants i impurs que hi havia depositats a l'interior del Temple, i espera que superi a l'anterior en magnificència.